# 김라운

김라운(金螺夽, 2000년 5월 15일 ~ )은 대한민국의 축구 선수이자, 현 K3리그의 김포 시민축구단 소속이며, 포지션은 공격수이다. 2016년 김원빈에서 김라운으로 개명하였다.